# Enceinte de Bâgé-le-Châtel
L'enceinte de Bâgé-le-Châtel est une enceinte fortifiée située à Bâgé-le-Châtel, en France.

## Description
L'enceinte est située dans le département français de l'Ain, sur la commune de Bâgé-le-Châtel. L'édifice est inscrit au titre des monuments historiques en 1929.

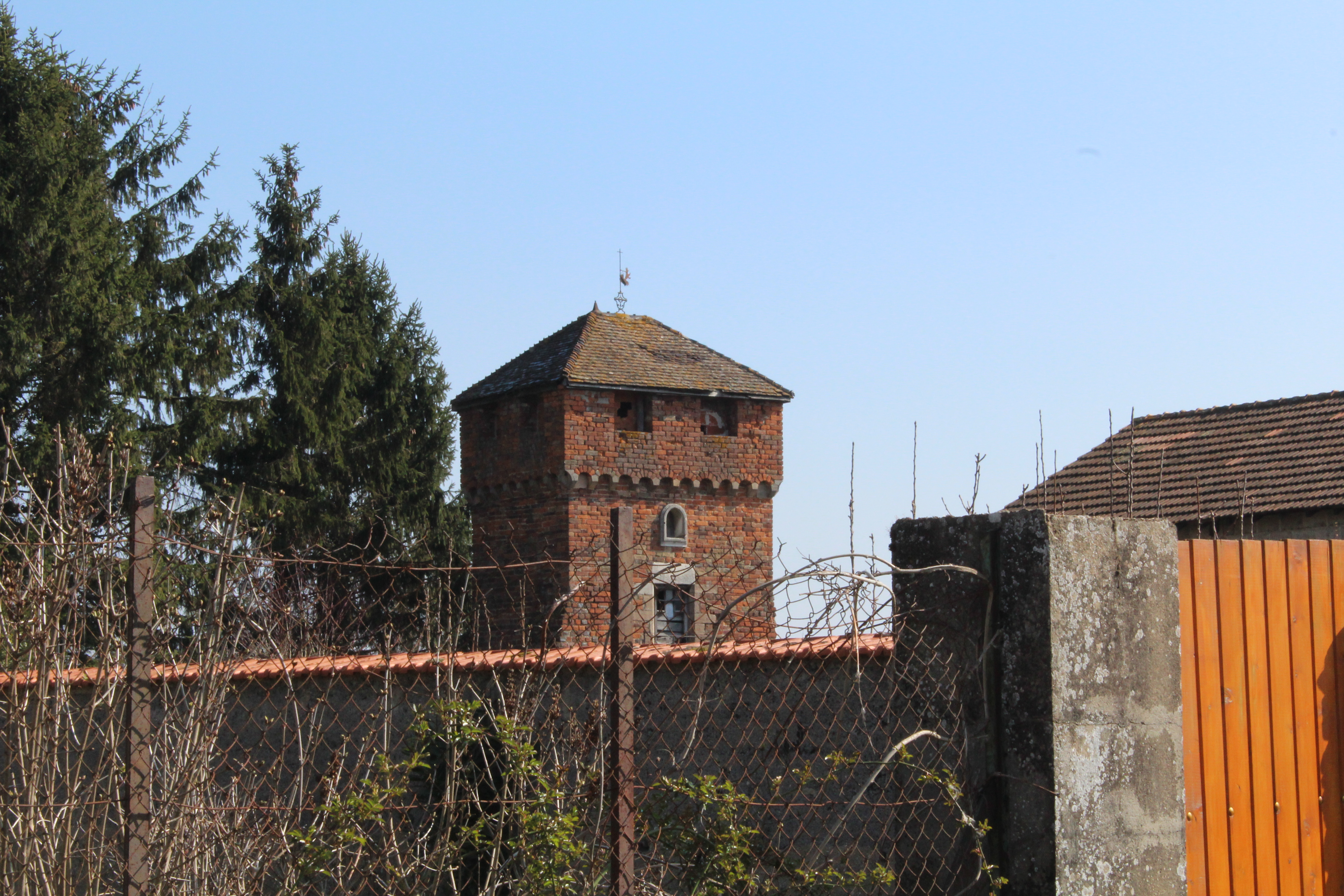
Vue sur la tour est de l'enceinte.
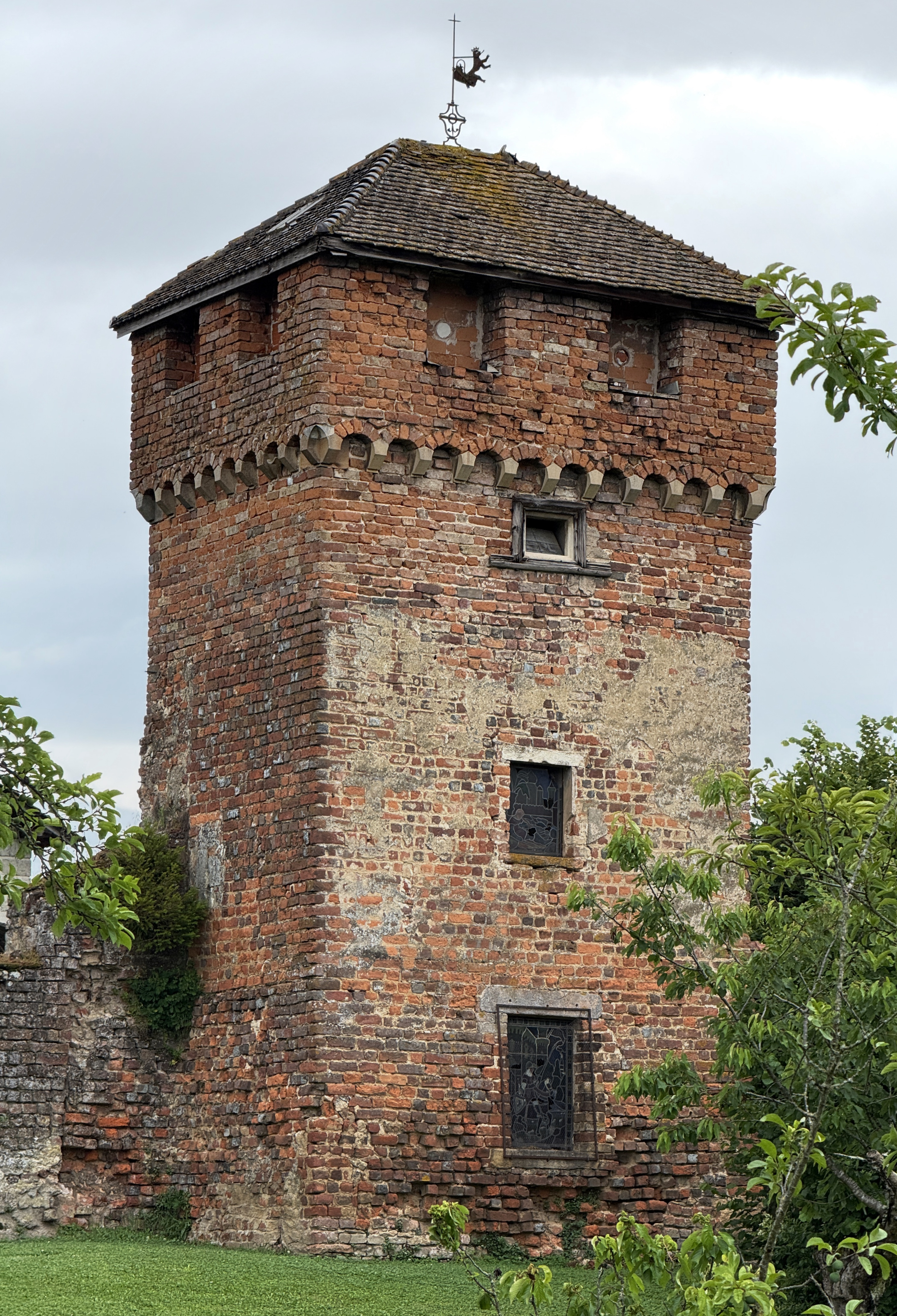
Autre vue sur la tour est.
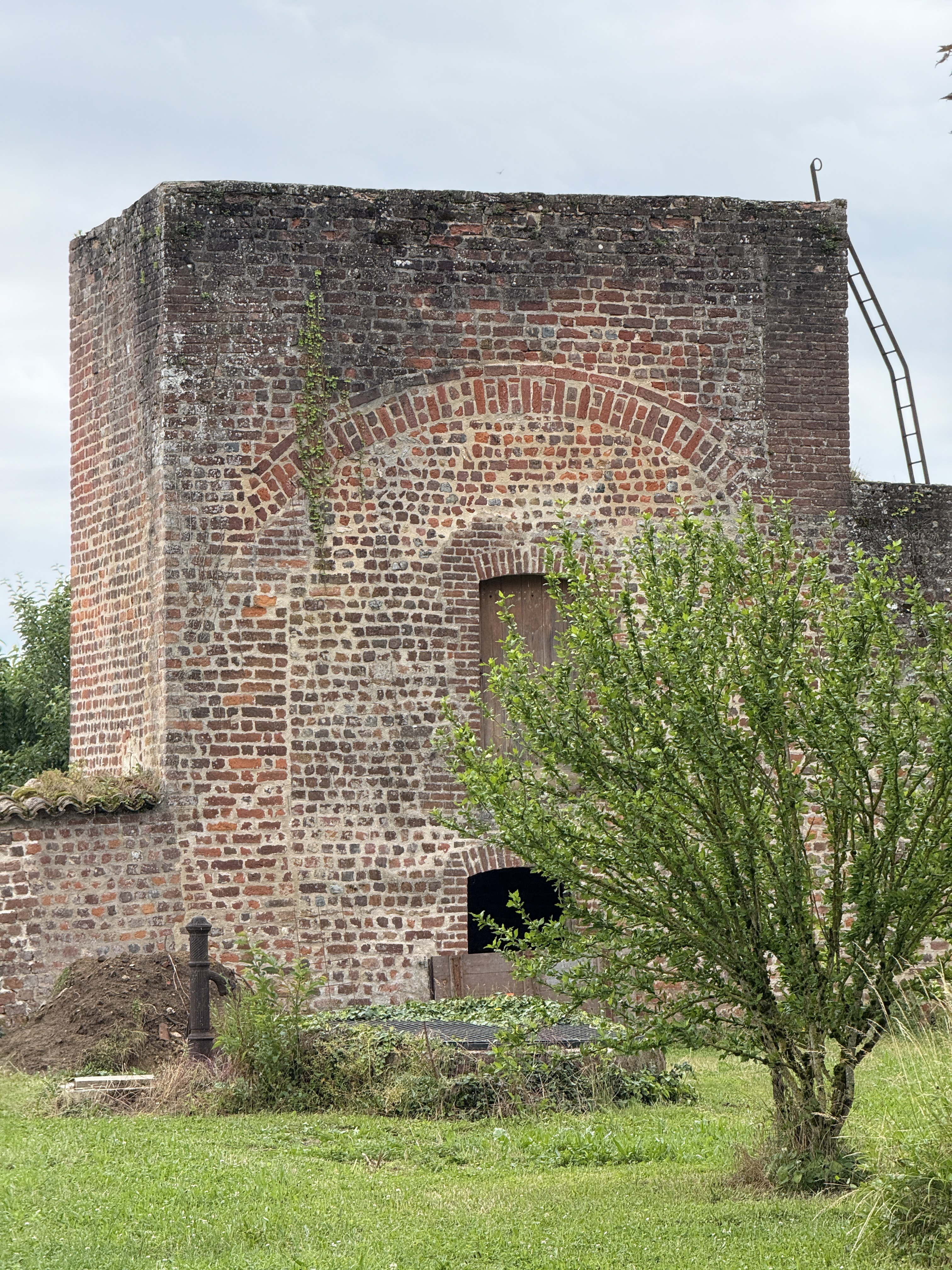
Tour de l'Hôpital.